# Trockenmauerwerk

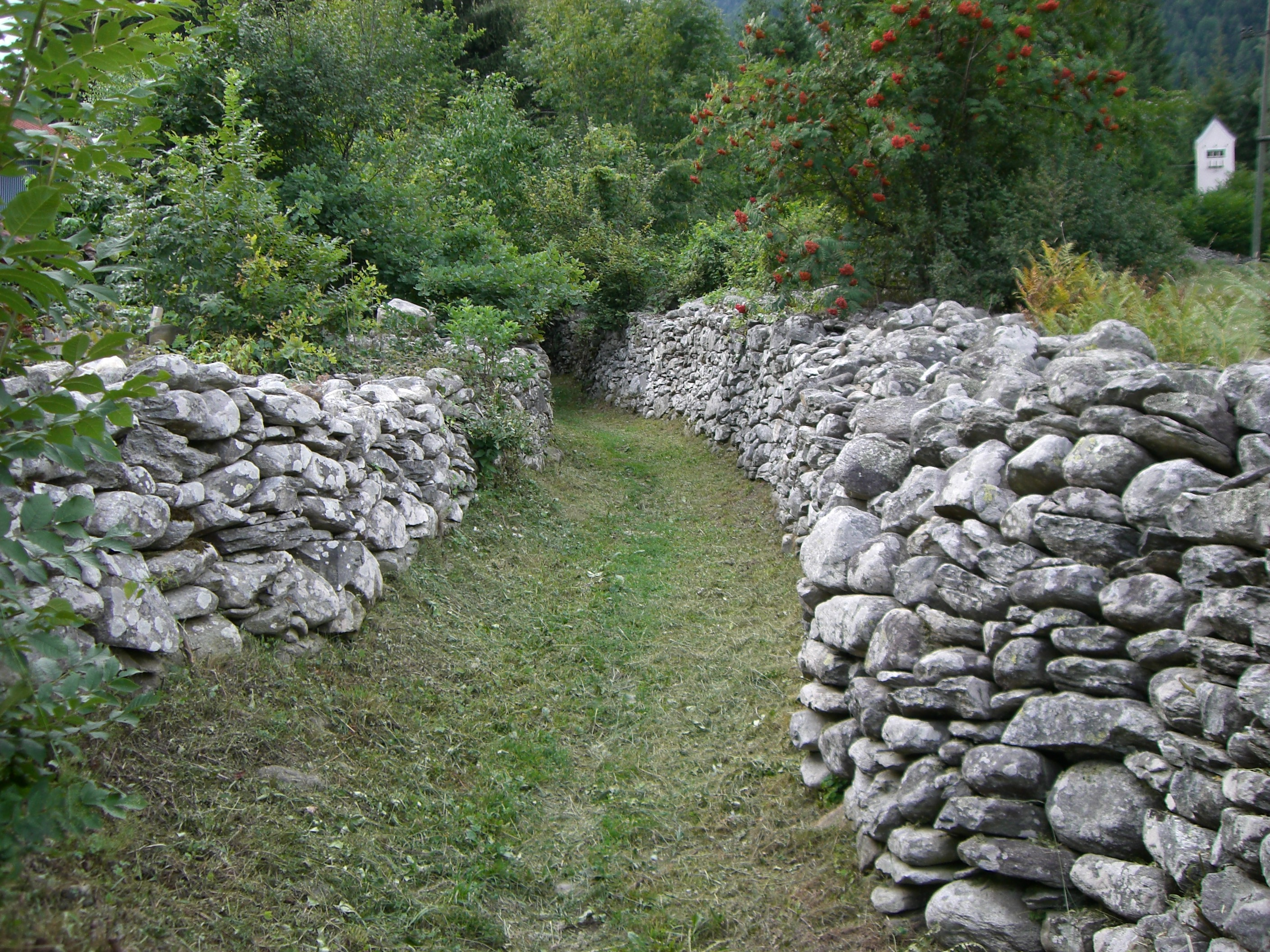
Alter Römerweg in Kolbnitz, Österreich

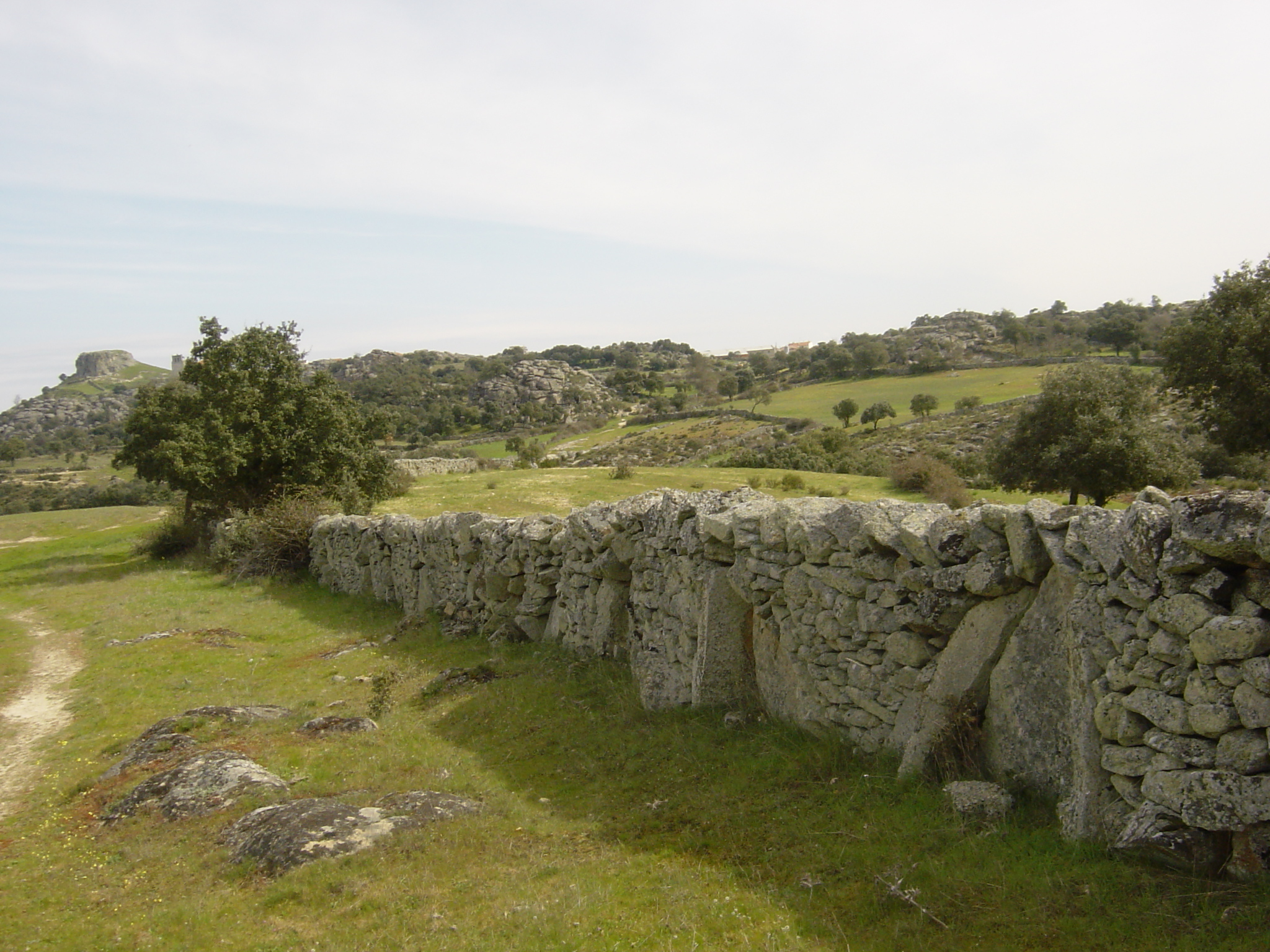
Natursteinmauer (cortina) bei Peñausende, Provinz Zamora, Spanien

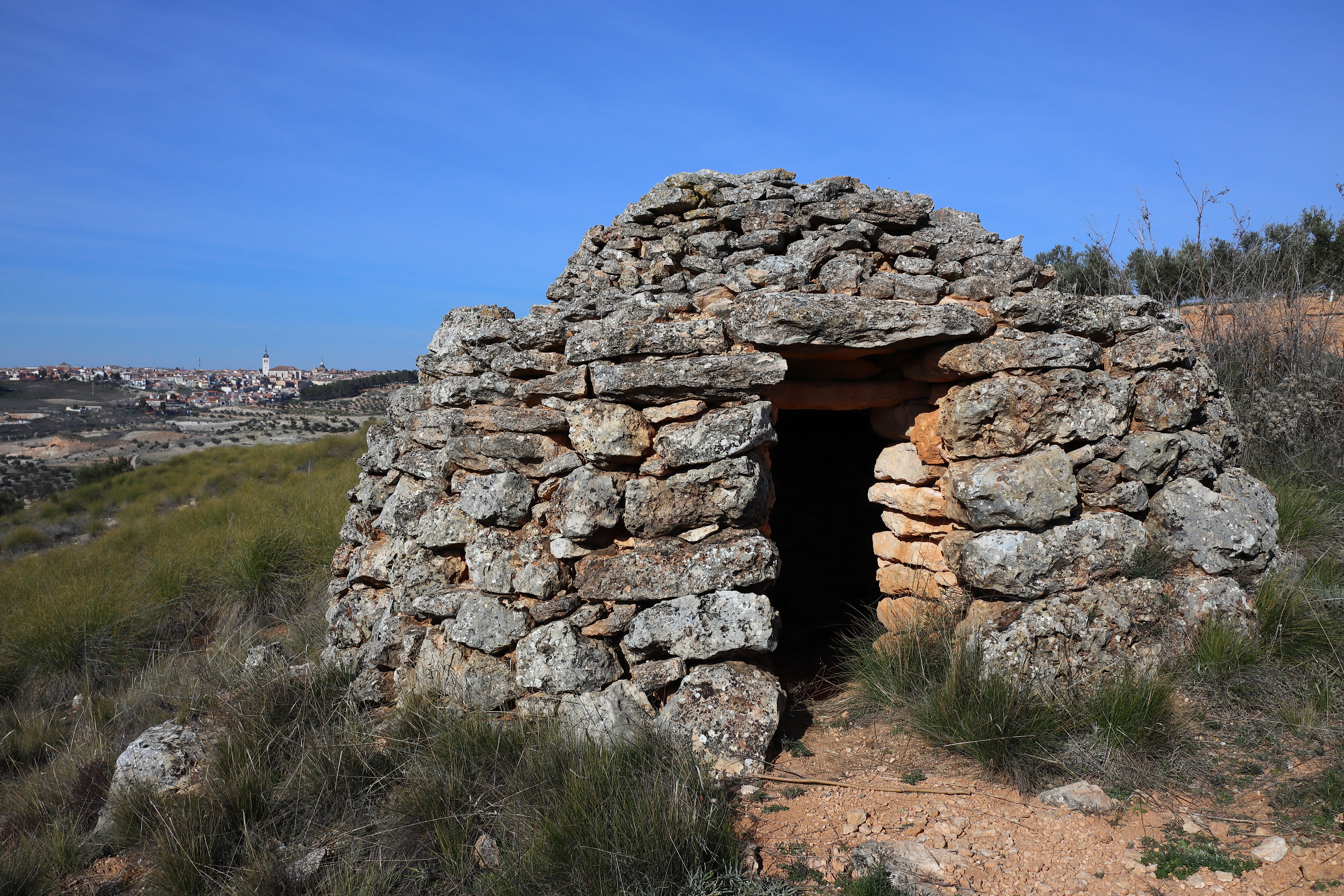
Kraggewölbebau Chozo de la Cuesta de la Carlota

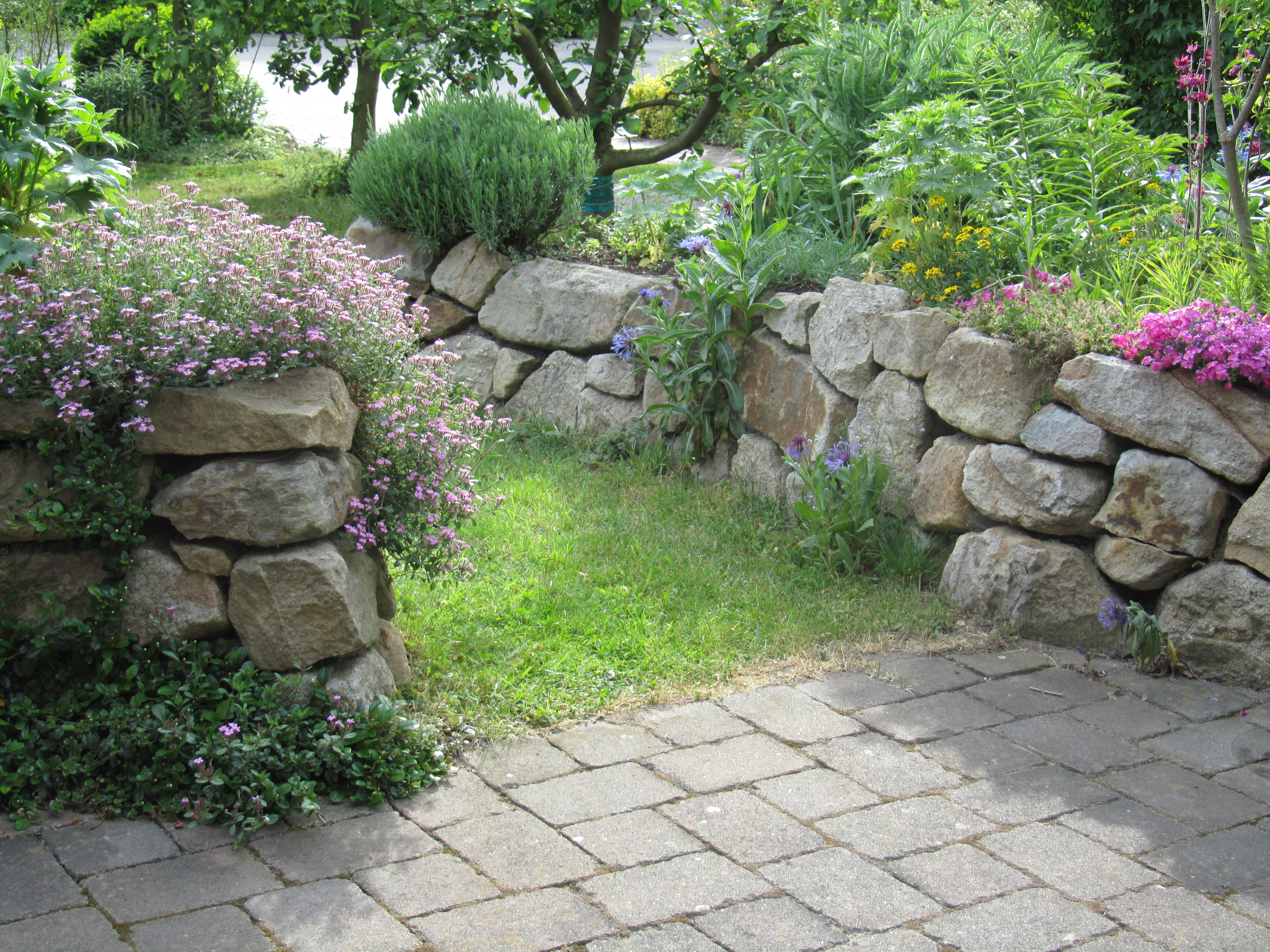
Trockenmauer im Gartenbau

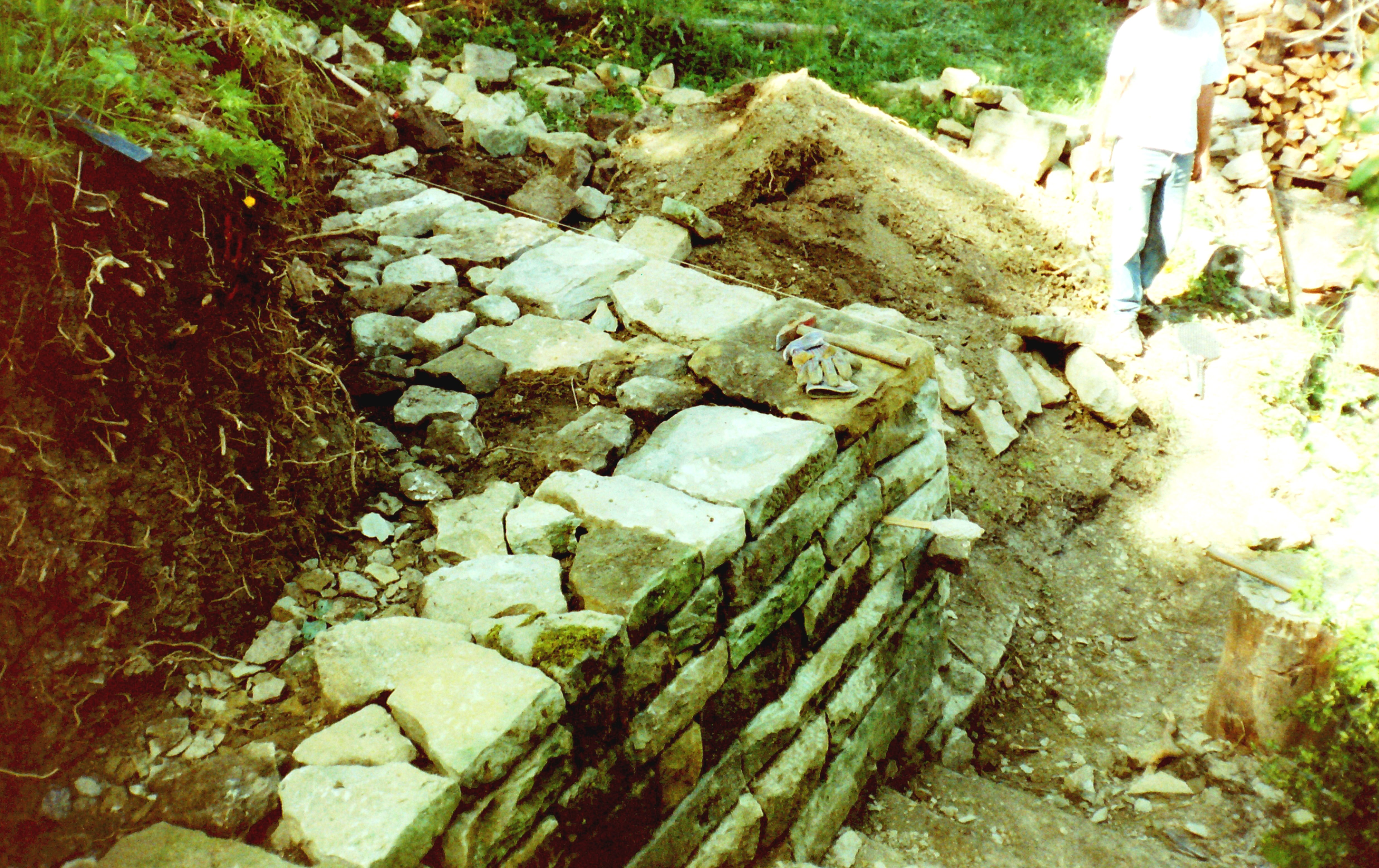
Bau einer Trockenmauer mit „Hinterschlag“ (Hintermauerung)

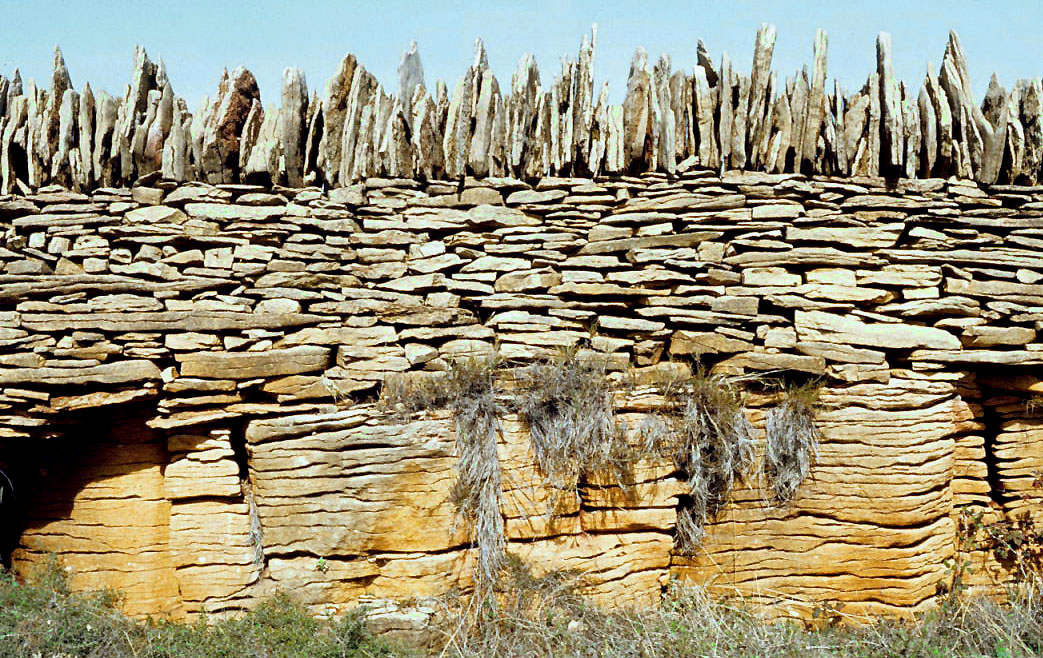
Trockenmauer in der Provinz Valencia

Trockenmauerwerk (auch „Klaubsteinmauerwerk“) bezeichnet ein Mauerwerk aus Bruch- bzw. Natursteinen, das ohne Zuhilfenahme von Mörtel errichtet wurde.
Trockenmauerwerk wird heute vor allem im Gartenbau angewandt, hatte aber in der Baugeschichte verschiedene Anwendungsbereiche, so beim Haus- und Objektbau, Brunnenbau, im historischen Wasserbau, bei der Anlage von Feld- und Wehrmauern, beim Megalithanlagenbau (als Ergänzung) und im landwirtschaftlichen Terrassenbau (wie dem Steillagenweinbau). Vollständig aus Trockenmauerwerk bestehende Häuser beschreibt der Artikel Kraggewölbebauten aus Trockenmauerwerk.
Am 28. November 2018 wurde der Trockenmauerbau von der UNESCO in die Repräsentative Liste des immateriellen Kulturerbes der Menschheit aufgenommen. Dies umfasst Kenntnisse und Techniken in Kroatien, Zypern, Griechenland, Italien, Slowenien, Spanien, Frankreich und in der Schweiz. Am 5. Mai 2021 kam Österreich dazu. Im Dezember 2024 wurden weitere Länder, namentlich Andorra, Belgium, Irland und Luxemburg hinzugefügt.
Nicht zum Mauerwerk zählen die heutigen Steinkorbmauern („Gabionen“).

## Anwendungsbereiche
Das Aufschichten von losen Steinen ohne Mörtel ist die älteste Form des Steinbaus und wurde bereits in Göbekli Tepe angewandt. Besondere Qualität hat das bronzezeitliche Zyklopenmauerwerk im Mittelmeerraum. Die zwei Haupttypen von Trockenmauern sind freistehende Mauern, z. B. als Weidebegrenzungen, und Stützmauern, z. B. zur Bildung von landwirtschaftlichen Terrassen in steilen Hanglagen. Ein dritter Typ, die Futtermauer, sieht aus wie eine Stützmauer, dient aber tatsächlich als Verkleidung oder Erosionsschutz eines stabilen Geländes.

### Mauern

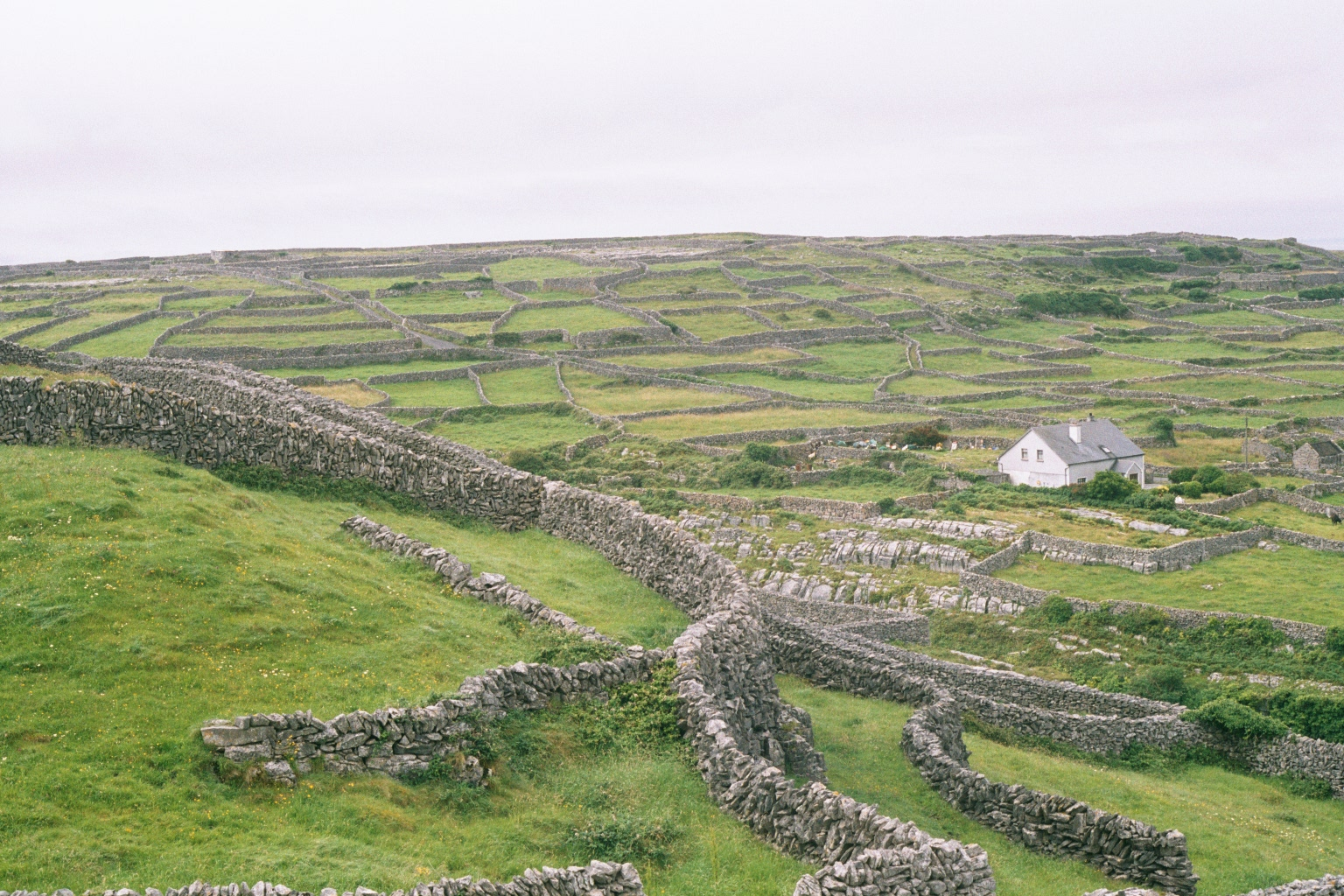
Feldmauern auf Inisheer (Irland)

Trockenmauern, im Alpenraum auch „Klaubsteinmauern“ genannt, werden fast ausschließlich im Freien errichtet, meist aus plattigem Sedimentgestein. Als Acker- und Weideeinfassungen werden sie in Südeuropa, Irland, Nordengland, Wales sowie in der Schweiz und in Österreich genutzt.

### Lokale Typen

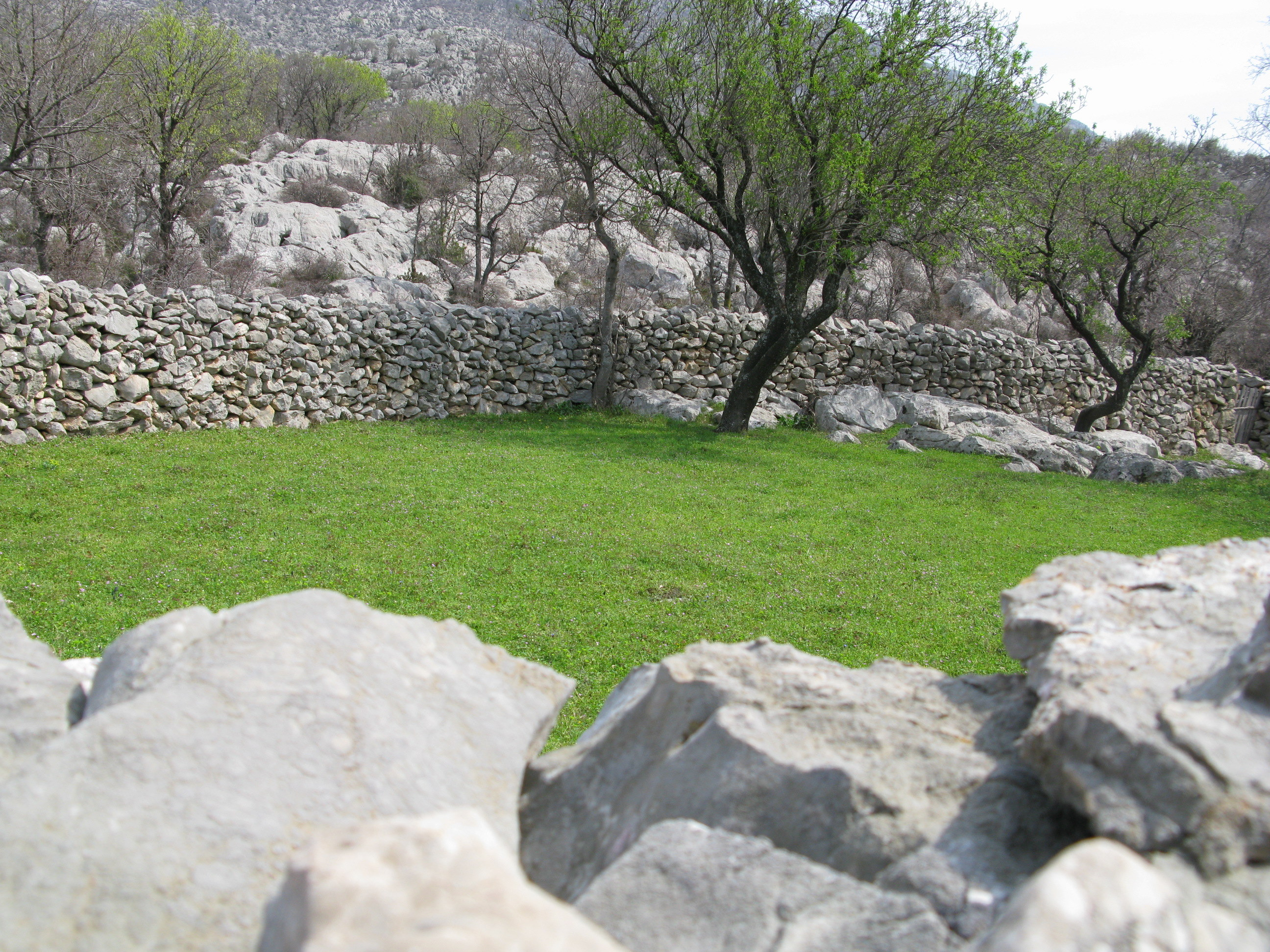
Trockenmauer im Velebitgebirge

- Friesenwall in Friesland aus runden Findlingen, mit Rasensoden als Fugenmaterial
- Cortina-Mauern im Westen Spaniens, z. B. bei Peñausende
- Tanca-Mauer auf den Balearen
- Premužićeva staza im Nationalpark Nördlicher Velebit in Kroatien, ein über 50 km langer Wanderweg, gefügt im Trockenmauerprinzip

### Bedeutung für den Reis-, Oliven- und Weinbau

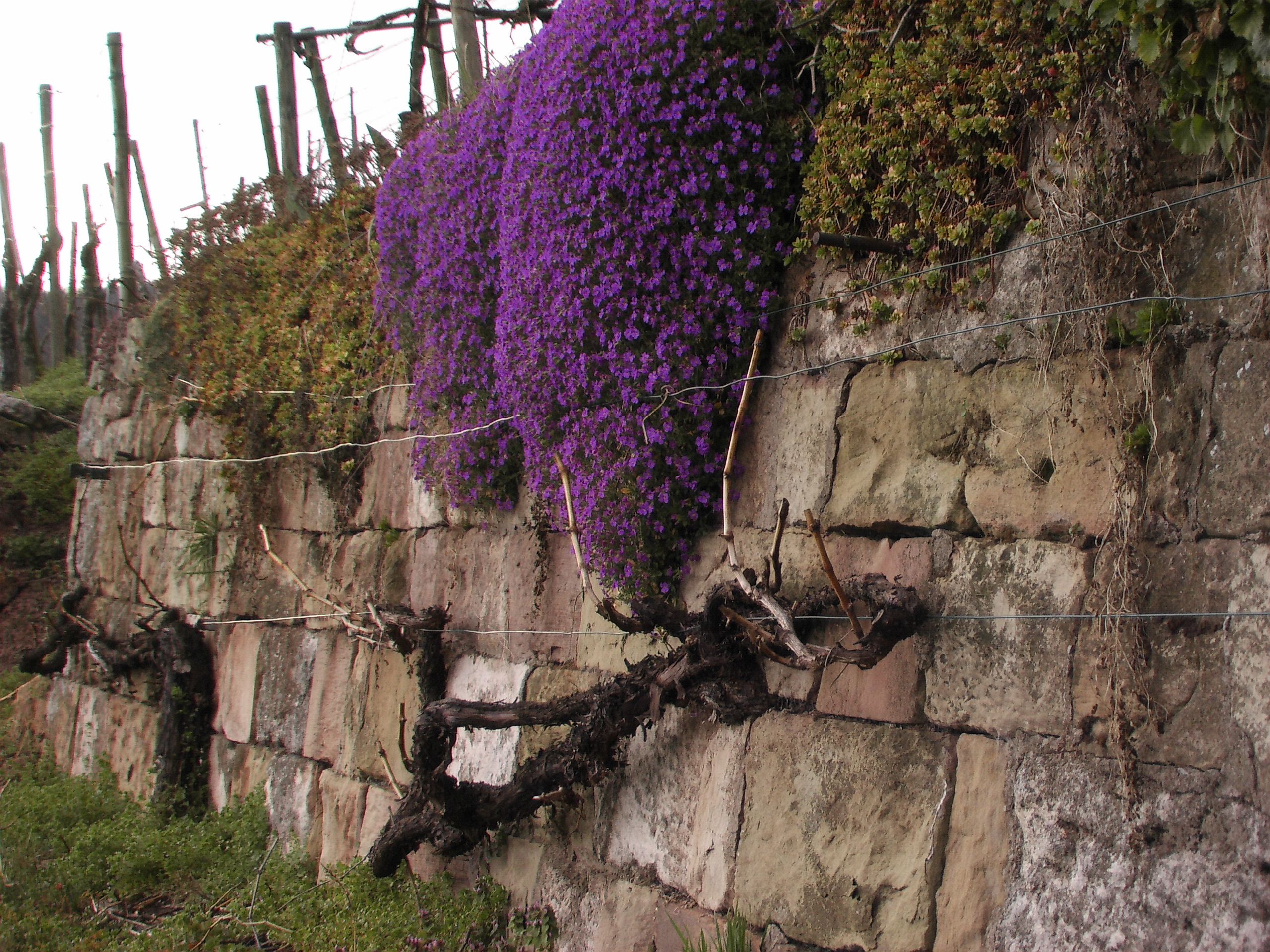
Trockenmauer eines Weinbergs mit typischer Vegetation

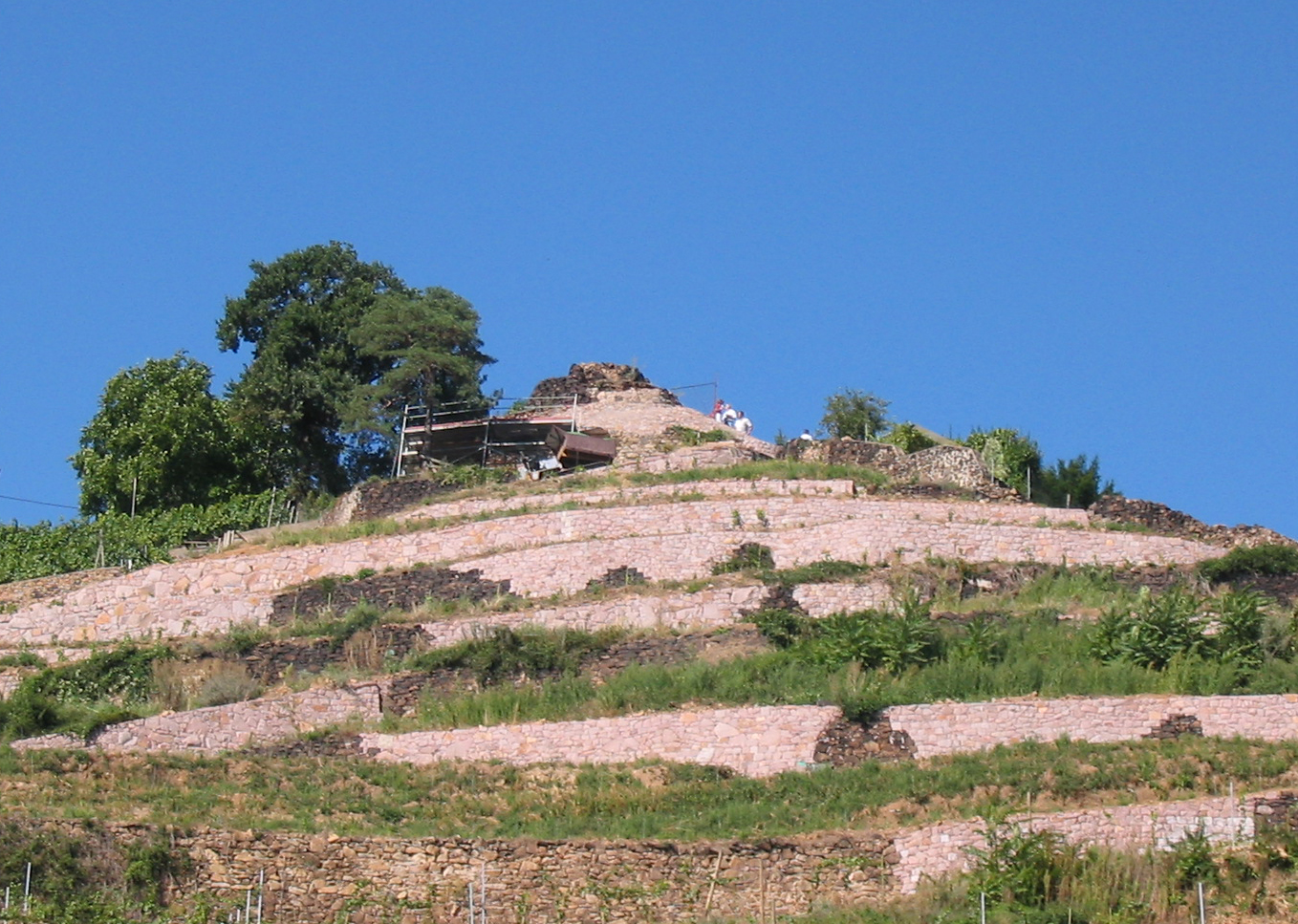
Sanierungsarbeiten an Syenit-Trockenmauern in Weinbau-Steillagen der Lößnitz

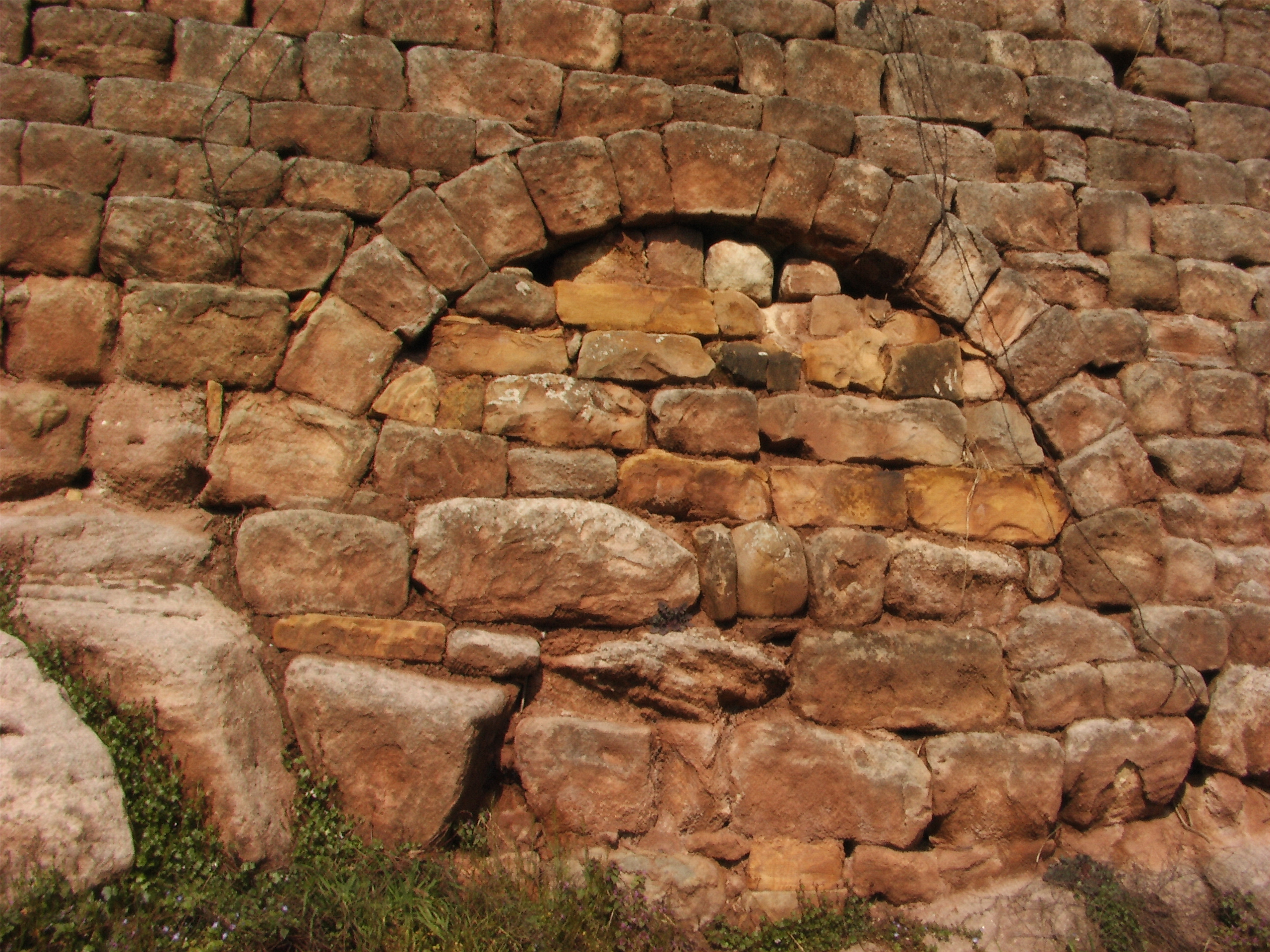
Rundbogen in Trockenmauerwerk

In Reisfeldern, Olivenhainen und Weinbergen werden Trockenmauern an steileren Hangabschnitten errichtet, um durch den Aufbau von Terrassen die zum Anbau nutzbaren Flächen zu vergrößern. Der Tagesverlauf der Lufttemperatur wird durch Trockenmauern ausgeglichen und ein Steillagenweinbau so auch an exponierten Hangabschnitten ermöglicht: Die Trockenmauer strahlt am Abend bis in die Nacht die im Laufe des Tages gespeicherte Wärme aus der Sonneneinstrahlung im langwelligen Bereich wieder an die bodennahe Luftschicht ab und mindert so die nächtliche Auskühlung der Weinbergflächen.
Aufgrund ihrer Wasserdurchlässigkeit haben sich Trockenmauern in terrassierten Olivenhainen und Weinbergen als stabiler erwiesen als mit Mörtel verfugtes Mauerwerk. Eine handwerklich gut gebaute Trockenmauer kann 100 Jahre und mehr überdauern. Durch die Verringerung der Hangneigung wird außerdem die Olivenernte mit Bodennetzen und die traditionelle Weinlese mit der Hand wesentlich erleichtert.

### Bau von Trockenmauern
Traditionell werden für Trockenmauern nur Natursteine verwendet, die örtlich vorkommen, häufig werden Lesesteine aus dem Umfeld eingesetzt, aber auch Steinbruchmaterial. Möglichst rechteckige Steine kommen bei anspruchsvolleren Bauwerken zur Anwendung.
Die gleichmäßigste Kante wird beim Legen des Steins der sichtbaren Außenseite der Mauer zugewendet. Ist die Mauer von beiden Seiten einsehbar, wird die Mauer in der Regel zweischalig errichtet. Das heißt, die vordere und hintere Sichtseite der Mauer werden parallel, aber mehr oder weniger unabhängig voneinander hochgezogen, so dass sich die Steine der beiden Schalen kaum oder gar nicht miteinander verzahnen. Die zum Inneren der Mauer weisenden Kanten der Steine sind für gewöhnlich sehr unregelmäßig gebrochen. Die dort verbleibenden Hohlräume werden mit Schotter oder Steinbruchscherben verfüllt und leicht verdichtet. Um Wasseransammlungen („Wasserlinsen“) innerhalb der Mauer zu vermeiden, sollte das Füllmaterial keine bindigen Bestandteile wie Lehm enthalten.
Zusätzlich oder stattdessen können die Hohlräume auch mit größeren Steinen ausgelegt werden. Dies wird auch als „Hintermauerung“ und in manchen Gegenden als „Hinterschlag“ bezeichnet.
Um der Mauer mehr Halt zu geben, können die unregelmäßigen Zwickel zwischen den größeren Steinen mit kleineren unregelmäßigen Steinen oder Steinbruchscherben ausgefüllt werden, die in einigen Regionen auch „Zwicker“ oder „Zwicksteine“ genannt werden.  Die Tätigkeit wird als „Zwicken“ oder „Auszwicken“ bezeichnet.
Zur Anlage einer Trockenmauer ist ein gewisses handwerkliches Geschick und viel Erfahrung erforderlich. Je nach Größe und Mächtigkeit der Trockenmauer sowie der Beschaffenheit des Bodens ist es erforderlich, unter den Fundamentsteinen eine Kofferung aus Schotter oder Schutt als Frostschutzschicht und zur Lastverteilung anzulegen. Aus statischen Gründen sollten Kreuz- und „Reißverschluss“fugen vermieden werden. Ein Drittel der verbauten Steine sollte in der Regel als Bindersteine eingebaut sein, die nach hinten ins Erdreich beziehungsweise in die Hintermauerung zeigen. Die Tiefe der Mauer an ihrer Basis sollte bei tragfähigem Boden und guten Mauersteinen ein Drittel der beabsichtigten Höhe betragen. Bei weniger günstigen Verhältnissen sollte die Mauerbasis in der Tiefe der Hälfte der vorgesehenen Mauerhöhe entsprechen. Große Trockenmauern sowie insbesondere Stützmauern können ingenieurmäßig dimensioniert werden, um bei ausreichender Stabilität nicht mehr Stein als nötig zu verbauen.

### Hausbau
Vor allem in prähistorischer Zeit wurde Trockenmauerwerk beim Bau von Gebäuden benutzt. Siehe dazu: Bienenkorbhütte, Broch (Turm), Nuraghe, Talayot, Tanca-Mauer.

### Brunnenbau
Trockenmauerwerk spielte bei klassischen Schachtbrunnen lange eine wichtige Rolle.

### Wasserbau

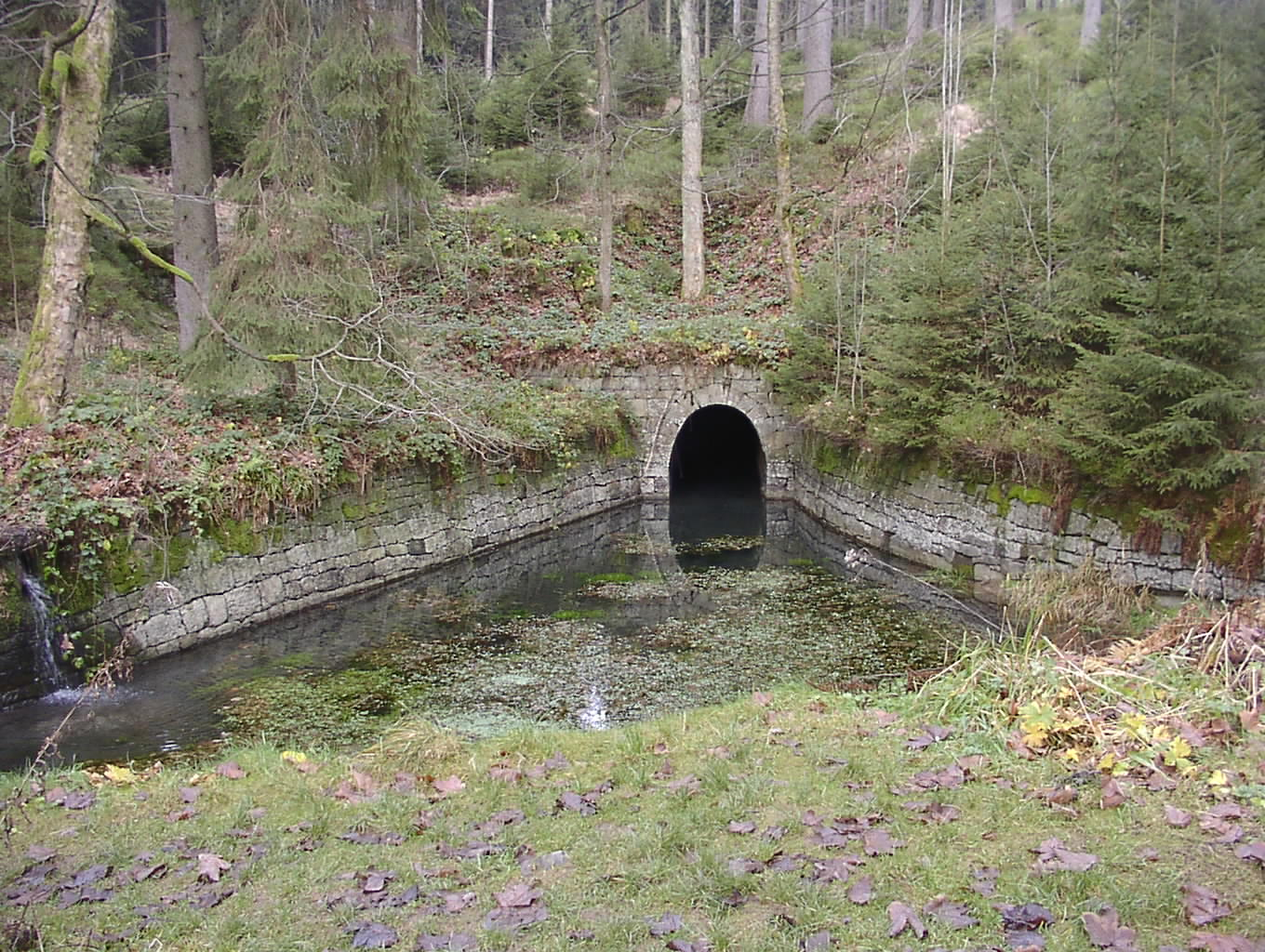
Trockenmauerwerk bei einem Bauwerk des Oberharzer Wasserregals

Die nicht wasserführenden Teile römischer Aquäduktbrücken wurden aus exakt behauenen, unvermörtelt aneinander gefügten Steinen errichtet. Zum Schutz vor Erosion diente Trockenmauerwerk im historischen Wasserbau als Wellenschutzmauer oder zur Einfassung von Kanälen und Gräben.

### Burgenbau
Im mittelalterlichen Burgenbau spielten Trockenmauerwerkstechniken ebenfalls eine Rolle, wenngleich die erhaltenen Beispiele meist mit Mörtel operieren.

### Kirchenbau
Auch bei frühen, meist ländlichen Kirchenbauten kommen Trockenmauerwerkstechniken zur Anwendung.

## Außereuropäische Beispiele

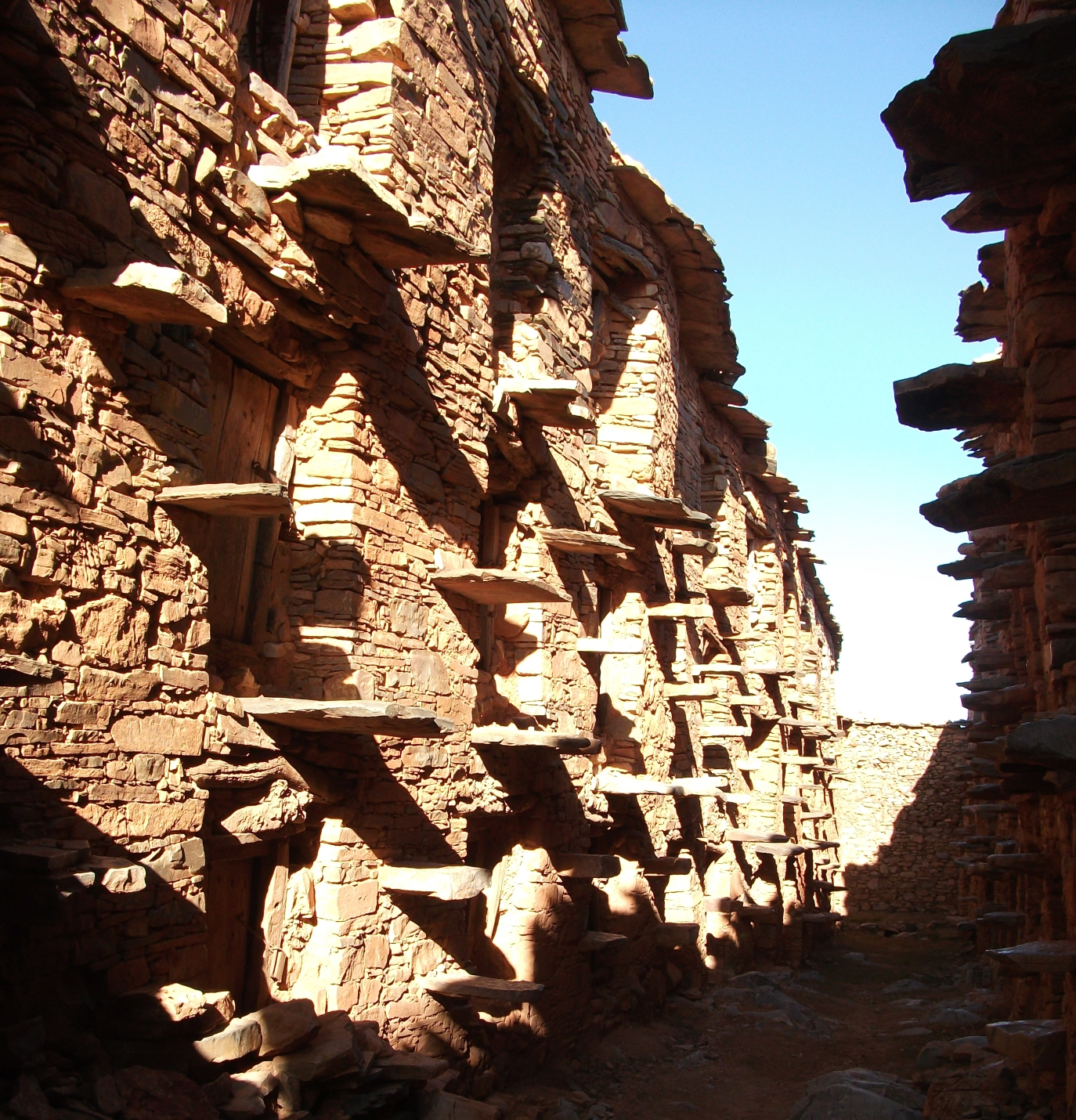
Agadir Imchiguegueln mit Trittsteinen

### Berberarchitektur
In der Architektur der Berbervölker Nordafrikas spielen Bauten aus Trockenmauerwerk eine große Rolle. Hier sind an erster Stelle die Speicherburgen (Agadire) im Gebiet des Anti-Atlas in Marokko zu nennen, deren Feldsteinmauern mit nur sehr wenig Erde bzw. Lehm zusammengehalten und abgedichtet wurden. Daneben sind auch die während der islamischen Besetzung der Iberischen Halbinsel von Berbern errichteten Wachtürme (atalayas) von Bedeutung. Die Konstruktionstechniken wurden wahrscheinlich bei der Terrassierung von Berghängen entwickelt, die jedoch wegen ausbleibender Regenfälle bereits um die Mitte des 20. Jahrhunderts dem Verfall anheimgegeben wurden, so dass sie heute kaum noch in Erscheinung treten. Viele Wohnhäuser in Teilen des Anti-Atlas und des Hohen Atlas waren in derselben Technik errichtet – die meisten sind jedoch bereits durch Neubauten aus Hohlblocksteinen und mit Fundamenten und Decken aus Beton ersetzt.

### Äquatorial- und südliches Afrika
Einziges erhaltenes Beispiel für die Kenntnis und Anwendung von Trockenmauerwerkstechniken in Afrika südlich der Sahara sind die Ruinen von Groß-Simbabwe, die nach der Radiokarbonmethode in die Zeit um 1100 n. Chr. datiert werden.

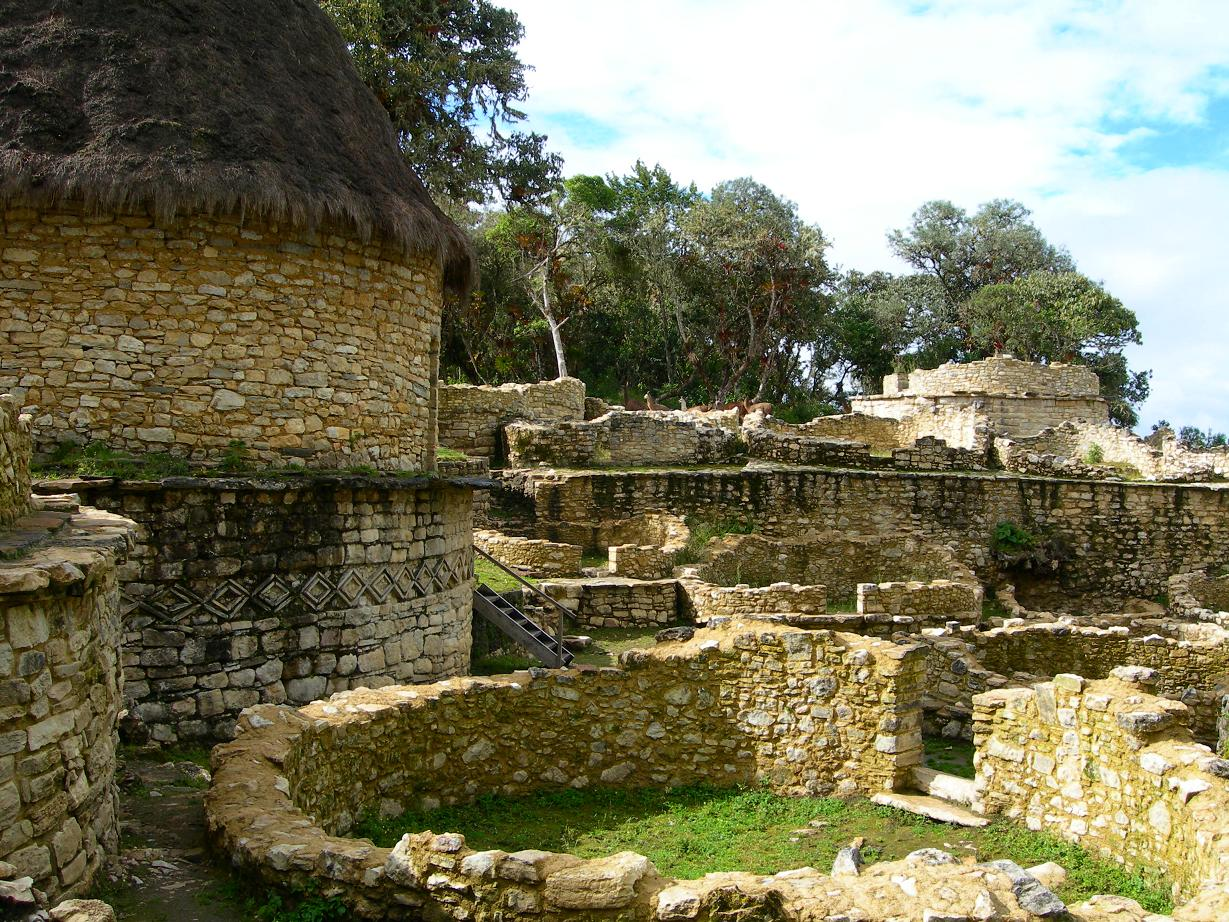
Ruinenstätte von Kuelap, Peru

### Südamerika
Die im 14. und 15. Jahrhundert aus großen Steinblöcken errichteten Bauten der Inka in Peru (Cusco, Machu Picchu) sind ebenfalls Trockenmauern, doch unterscheiden sie sich in der Herstellungstechnik grundlegend von den europäischen oder nordafrikanischen Beispielen. Lediglich bei weniger bedeutsamen Bauten sind Ähnlichkeiten der Konstruktionstechniken festzustellen.
Im Hochland der Anden arbeiteten vereinzelt auch andere Kulturen mit einfachen Trockenmauerwerkstechniken – hier sind vor allem die um 1000 bis 1300 entstandenen Bauten der Chachapoya-Indianer zu erwähnen, bei denen jedoch auch Lehmmörtel verwendet wurde.

### Südsee
Die in ihrer Art einzigartige Anlage von Nan Madol auf dem Karolinen-Archipel wurde um 1300 n. Chr. aus übereinander gestapelten und miteinander verzahnten Basaltsäulen errichtet.

### Japan

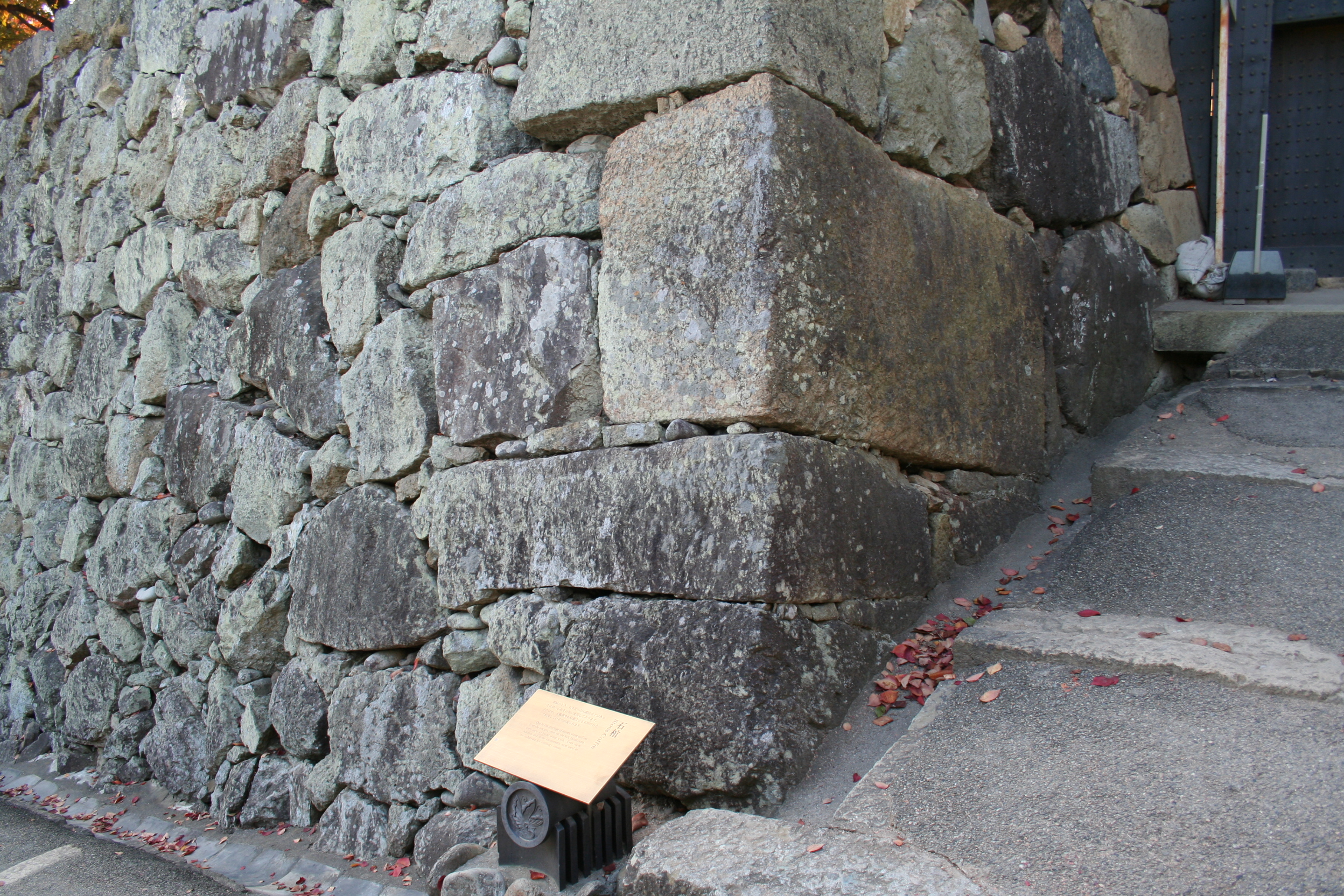
Ecksteine an der Burg Himeji; kleine Steine dienen zur Unterfütterung und Stabilisierung der größeren Quader.

Typisch für den japanischen Burgenbau sind massive Trockenmauern, eigentliche Steinmauersockel, die vor einem Erdwall errichtet wurden. Für die Beschaffung der in ungeheuren Mengen benötigten Steine waren beamtete Steinkommissare eingesetzt. Die Mauern sind zweischichtig, außen mit Bruchsteinen und Findlingen, innen mit kleineren Steinen hinterfüttert. Sie sind aufsteigend konkav gewölbt. Je höher die Mauern wurden, umso mehr Steine waren am Sockel nötig, um dem Erd- und Wasserdruck entgegenzuwirken. Die Mauern wurden möglichst glatt und fugenlos erbaut, um das Erklettern zu erschweren. Engelbert Kaempfer weist in seiner Beschreibung der Sockelmauern der Burg Edo darauf hin, dass die Steine nur übereinandergelegt sind und „mit keinem Kalk oder sonst einer Klammer verbunden, weil man meint, daß sie bei einem Erdbeben auf solche Weise der Bewegung und Erschütterung eher nachgeben und also das ganze Gemäuer unbeschädigter erhalten könnten“. Die nachfolgenden Jahrhunderte haben das bewiesen.

## Ökologischer Nutzen

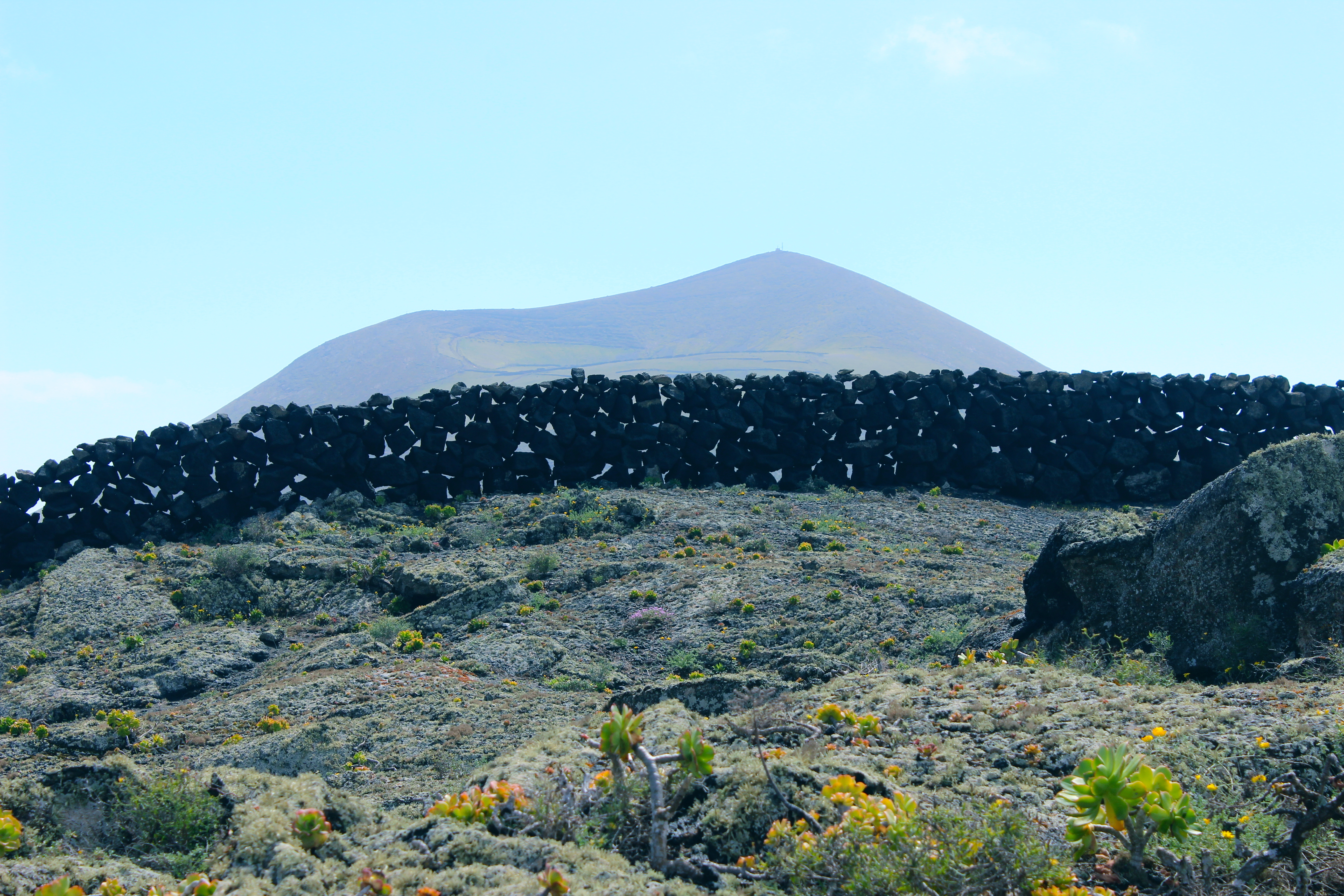
Trocken gemauerter Windschutz für Weinreben auf Lanzarote

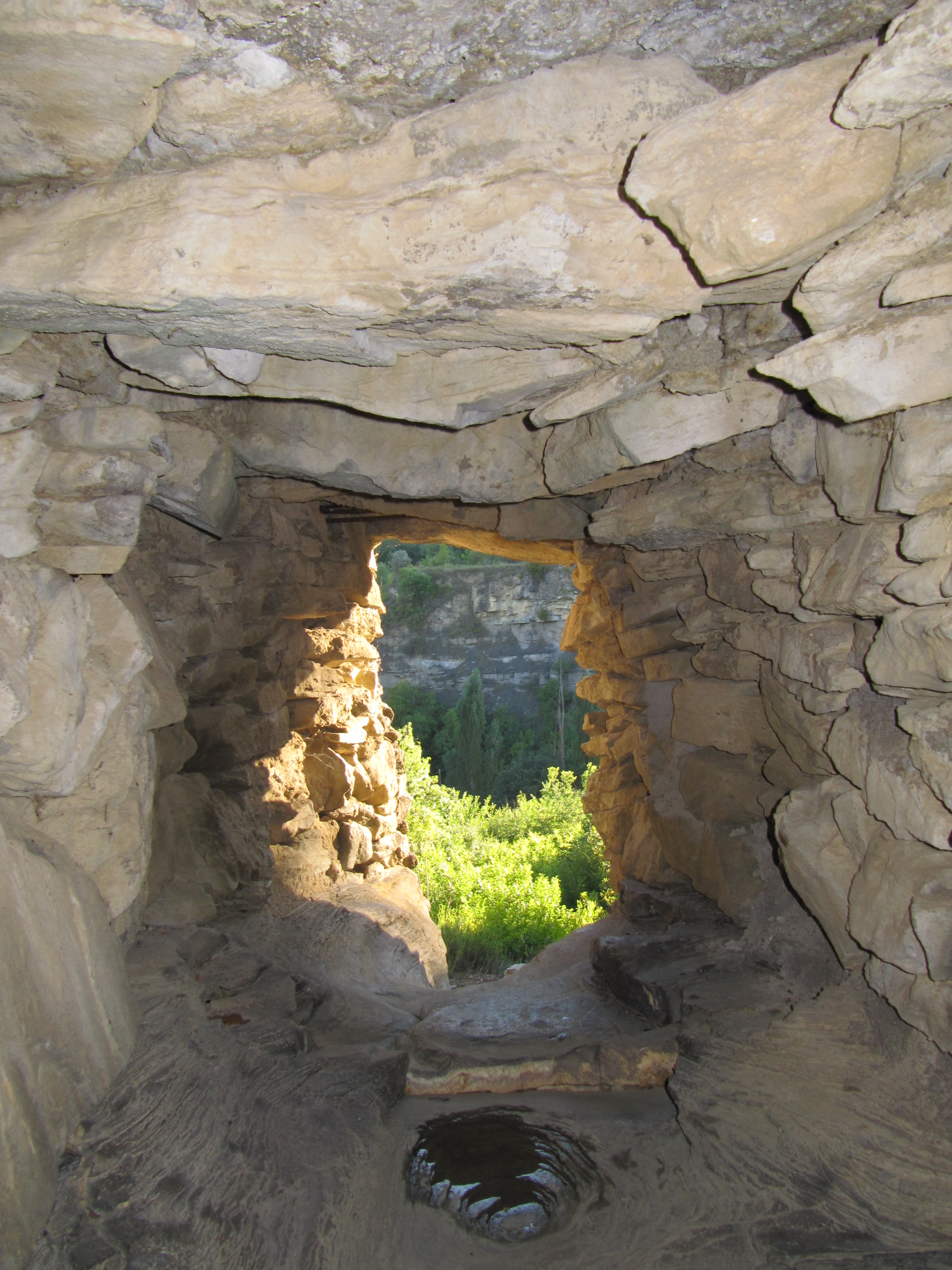
Trockengemäuer (span. paret seca) im Feldstall in Katalonien

Trockenmauerwerke sind wichtige Biotope für zahlreiche Pflanzen und Tiere. In den Fugen findet man besondere Pflanzengesellschaften, die sich an extreme Standortbedingungen angepasst haben. Sie bieten des Weiteren einen wertvollen Lebensraum für verschiedene wärmeliebende Tierarten, beispielsweise für Eidechsen, Erdkröten, Wildbienen und Laufkäfer.
Trockenmauern in landwirtschaftlichen Terrassenkulturen unterstützen den Bodenschutz, indem sie den Bodenabtrag durch die Erosionswirkung des Wassers vermindern. Der Niederschlag versickert langsam hinter der Trockenmauer im Boden, so dass das Wurzelwerk der Pflanzen das Bodenwasser allmählich aufnehmen kann und der Oberflächenabfluss reduziert wird. Da das Mauerwerk der Trockenmauer nicht verfugt ist, kann das Wasser bei anhaltendem Niederschlag, der zu einer Sättigung des Bodenraums führt, zwischen den Lesesteinen austreten, ohne großen Druck auf das Gemäuer auszuüben.
Ein wichtiges Ziel des Naturschutzes ist, Trockenmauern in einer traditionell gewachsenen Landschaft zu erhalten. Besonders durch Maßnahmen der Flurbereinigung, die oft eine Neugestaltung ganzer Feldfluren bedeuten, gehen viele Trockenmauern verloren. Als Ausgleich werden zuweilen Gabionen gebaut, die aber nach Ansicht mancher Experten aus Naturschutz-Sicht kein gleichwertiger Ersatz für Trockenmauern sind.
Ein indirekter ökologischer Nutzen besteht darin, dass Trockenmauern im Prinzip ohne externe Materialien wie Zement, Sand und Metall oder Fremdenergie errichtet werden können. Nur bei hohen Mauern z. B. ab 5 m schwindet dieser Vorteil, da andere Techniken oft viel weniger Material oder Arbeitsaufwand benötigen.

## Bedrohung
Viele Trockenmauern in verbuschenden und brachgefallenen Weinbergen sind heute dem Verfall preisgegeben. Da Trockenmauern nicht mit der zunehmenden Mechanisierung im Weinbau vereinbar sind, findet man sie nur noch in historisch gewachsenen und nicht flurbereinigten Weinlagen. Für die Erhaltung und den Wiederaufbau von Trockenmauern gewährt der Staat jedoch finanzielle Zuschüsse an die Winzer.
Nach der „Roten Liste Biotoptypen“ Baden-Württembergs sind Trockenmauern „gefährdete Biotope“ nach Gefährdungskategorie 3 und werden naturschutzfachlich als Biotoptyp „von geringer bis hoher Bedeutung“ bewertet.

## Schutz

### Deutschland
Nach der Anlage zum Landesnaturschutzgesetz Baden-Württembergs 6.3 beispielsweise sind Trockenmauern (wie Steinriegel über 5 m Länge) über 0,5 m Höhe oder mit einer Fläche von über 2 m²
„Besonders geschützte Biotope“ nach § 32 Abs. 1 Nr. 6 NatSchG.